# فاديم دوتسينكو
فاديم دوتسينكو هو لاعب كرة قدم بلجيكي في مركز الهجوم، ولد في 3 يونيو 1988 في بيشكك في قيرغيزستان. لعب مع K.V.V. Coxyde ‏.